# Raymond Davis jr.
Raymond Davis Jr. (Washington D.C., 14 oktober 1914 – Blue Point (New York), 31 mei 2006) was een Amerikaans natuur- en scheikundige. In 2002 won hij de Nobelprijs voor de Natuurkunde voor zijn ontdekking van zonneneutrino's.

## Biografie
Davis was de oudste van twee zonen van Raymond Davis Sr. en Ida Rogers Younger. Zijn vader was fotograaf voor het National Bureau of Standards. Hij studeerde scheikunde aan de Universiteit van Maryland. Eveneens behaalde hij aan de Yale-universiteit in 1942 een graad in de fysische chemie.
Tijdens de Tweede Wereldoorlog hield hij zich meestentijds bezig met onderzoek op het gebied van chemische wapens in de staat Utah alsmede het zoeken naar bewijs van een vorig meer (Lake Bonneville) waar nu het Great Salt Lake is gelegen (eveneens in de staat Utah).
Van 1945 tot 1948 werkte hij bij een chemisch bedrijf waar hij zich bezighield met radiochemie in het belang van de United States Atomic Energy Commission. In 1948 kwam hij in dienst van Brookhaven National Laboratory (BNL), een onderzoeksinstituut dat zich richt op het vreedzaam gebruik van kernenergie. Alhoewel hij in 1984 met pensioen ging bleef hij wel doorgaan met zijn wetenschappelijk onderzoek. Zo had hij nog enige tijd een betrekking aan de Universiteit van Pennsylvania.
Davis Jr. die verschillende onderscheidingen kreeg voor zijn werk, ontving in 2002 samen met de natuurkundigen Masatoshi Koshiba en Riccardo Giacconi de Nobelprijs voor de Natuurkunde voor hun pionierswerk op het gebied van de astrofysica, in het bijzonder voor hun ontdekking van kosmische neutrino's. Dit was een gevolg van de waarnemingen die zij in het kader van het Homestake-experiment (ook wel aangeduid als het naar hem genoemde Davis-experiment) naar zonneneutrino's uitvoerden.
Raymond Davis Jr. stierf op ruim 91-jarige leeftijd aan de ziekte van Alzheimer.

## Homestake-experiment
In 1967 begon Davis samen met de astrofysicus John Bahcall aan een experiment dat 25 jaar ononderbroken zou duren. In een verlaten goudmijn, de Homestake Gold Mine in het stadje Lead (South Dakota), wilden ze het bestaan aantonen van zonneneutrino's.
In de mijn, op een diepte van 1,5 kilometer onder de grond, hadden ze een grote tank geïnstalleerd en gevuld met 615 ton tetrachlooretheen (C2Cl4), een chloorhoudend schoonmaakmiddel. Het chloor in deze vloeistof absorbeert elektron-neutrino's en zet chloor-37-atomen om in radioactieve argon-37-isotopen.
{\displaystyle {}^{37}\mathrm {Cl} +\nu _{e}\rightarrow {}^{37}\mathrm {Ar} +e^{-}}
De tank werd elke twee à drie weken met heliumgas doorgespoeld waarbij het argon-37 werd meegevoerd. Door invriezen werd het argongas gescheiden van het heliumgas en met een proportionele telbuis geteld. Bahcall had berekend dat per maand ongeveer twintig neutrino's zouden reageren met de chlooratomen. Tussen de 1030 chlooratomen vond Davis inderdaad de verwachte argonatomen, waarmee hij het bewijs had dat zonneneutrino's inderdaad bestaan. Echter de hoeveelheid neutrino's per tijdseenheid afkomstig van de zon was veel lager dan Bahcall op theoretische gronden had verwacht, namelijk slechts één neutrino per twee dagen. Het was alsof een aantal neutrino's onderweg van de zon naar de aarde waren verdwenen. Deze meetresultaten bleven voor de duur van het experiment in tact, en werden bevestigd door een andere neutrinodetector diep in de Japanse Kamioka-mijn.

## Publicaties
- Raymond Davis, Jr. (1953). Attempt to detect the Antineutrinos from a Nuclear Reactor by the 37Cl ({\displaystyle {\bar {\nu }}}, e−) 37Ar Reaction. Physical Review 97 (3): 766. DOI: 10.1103/PhysRev.97.766.  – Non-detectie van antineutrinos met chloor
- Raymond Davis, Jr. (1964). Solar Neutrinos II, Experimental. Phys. Rev. Lett. 12 (11): 300. DOI: 10.1103/PhysRevLett.12.300.  – Voorstel van het Homestake-experiment
- Raymond Davis, Jr., Don S. Harmer, Kenneth C. Hoffman (1968). Search for Neutrinos from the Sun. Phys. Rev. Lett. 20: 1205-1209. DOI: 10.1103/PhysRevLett.20.1205.
- B.T. Cleveland, et al. (1998). Measurement of the solar electron neutrino flux with the Homestake chlorine detector. Astrophysical Journal 496: 505–526. DOI: 10.1086/305343.  – Eindresultaten van het Homestake-experiment